# Ruokijärvi
Ruokijärvi är en sjö i Borgnäs kommun i Finland.   Den ligger i landskapet Nyland, i den södra delen av landet, 40 km nordost om huvudstaden Helsingfors. Ruokijärvi ligger 33,8 meter över havet. Arean är 67,9 hektar och strandlinjen är 5,75 kilometer lång. Sjön  ingår i Svartsåns huvudavrinningsområde.   I omgivningarna runt Ruokijärvi växer i huvudsak blandskog. Den sträcker sig 0,9 kilometer i nord-sydlig riktning, och 1,5 kilometer i öst-västlig riktning.